# Pulau Punggol Timor
Pulau Punggol Timor est une île située au Nord de l'île principale de Singapour. 

## Géographie
En partie industrialisée, elle s'étend sur environ 1,3 km de longueur pour une largeur approximative de 1 km.